# District de Chengxi
Le district de Chengxi (城西区 ; pinyin : Chéngxī Qū) est une subdivision administrative de la province du Qinghai en Chine. Il est placé sous la juridiction de la ville-préfecture de Xining.